# فيكتور غرين
فيكتور غرين (بالإنجليزية: Victor Green)‏ هو لاعب كرة قدم أمريكية أمريكي، ولد في 8 ديسمبر 1969 في أميريكوس في الولايات المتحدة.

## وصلات خارجية
- فيكتور غرين على موقع مرجع كرة القدم المحترفة.كوم (الإنجليزية)